# HMS Britannia (1820)
«Британія» (англ. HMS Britannia) був 120-гарматним лінійним кораблем першого рангу Королівського військово-морського флоту, закладений у 1813 році та спущений на воду 20 жовтня 1820 року.

## Історія служби
Введений в експлуатацію в 1823 році, він служив у Середземному морі у 1830–1831 та 1841 роках. Він був виведений з експлуатації в 1843 році, перш ніж повернутися на службу під час Кримської війни, служачи флагманом адмірала сера Джеймса Дінса Дандаса, командувача британським флотом у Середземному та Чорному морях з 1851 по 1854 рік.

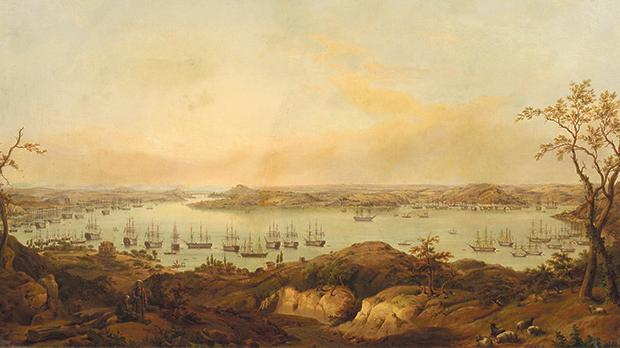
«Британія» та союзні флоти, що стоять на якорі в Босфорі, кінець 1853 року; прелюдія до Кримської війни. Джузеппе Шранц

Він брав участь у бомбардуванні Севастополя 17 жовтня 1854 року. 14 листопада 1854 року його викинуло на берег на російському узбережжі, і було повідомлено, що в його трюмі було 5 футів (1,5 м) води.
Він повернувся до Англії на початку 1855 року і того ж року став госпітальним судном у Портсмуті, потім навчальним кораблем для кадетів у 1859 році. Його було переведено до Портленда в 1862 році, потім до Дартмута в 1863 році, де він служив казармою для кадетів.
Він був остаточно проданий на злам у 1869 році. Його місце в Дартмуті зайняв HMS «Prince of Wales», який був перейменований на «Британію» для цієї ролі.
Покоління морських офіцерів отримали своє перше знайомство з флотом на борту двох «Британій». Серед випускників були Джон Фішер, Персі Скотт, Джон Джелліко, Роджер Кіз, Вільям Бойл, Августус Агар та король Георг V.